# NGC 5142
NGC 5142 is een lensvormig sterrenstelsel in het sterrenbeeld Jachthonden. Het hemelobject werd op 1 mei 1785 ontdekt door de Duits-Britse astronoom William Herschel.

## Synoniemen
- UGC 8435
- KCPG 373B
- MCG 6-30-6
- ZWG 189.66
- MK 452
- ZWG 190.7
- KUG 1322+366A
- PGC 46919